# Thesium quinqueflorum
Thesium quinqueflorum är en sandelträdsväxtart som beskrevs av Otto Wilhelm Sonder. Thesium quinqueflorum ingår i släktet spindelörter, och familjen sandelträdsväxter. Inga underarter finns listade i Catalogue of Life.